# Трошин, Валерий Владимирович
Вале́рий Влади́мирович Тро́шин (род. 9 марта 1970, Москва) — советский и российский актёр театра и кино, режиссёр, педагог (доцент), заслуженный артист России (2006), лауреат Государственной премии Российской Федерации (2004).

## Биография
Валерий Трошин родился 9 марта 1970 года в Москве. Его мать была врачом, отец — учителем труда в 208 школе г. Москвы. Театром он увлёкся благодаря отцу, который всегда занимался самодеятельностью и устраивал для родных целые представления. Также Валерий уделял много времени изобразительному искусству, графическому и техническому дизайну.
В детстве принимал участие в постановках театрального кружка.
Окончив школу, будущий актёр несколько раз пытался поступить в театральный ВУЗ, но по разным причинам попытки успехом не увенчались (в 1988 году, во время прохождения вступительных экзаменов, у Валерия погиб родной брат).
Занимался вокалом у Вячеслава Михайловича Логвинова, руководителя коллектива «Субботея» (фольклорный театр при детском фонде имени Ленина).
Окончил Школу-студию МХАТ в 1996 году (курс Л. К. Дурова) и был принят в труппу театра МХТ имени А.П Чехова.
С 2010 года Валерий Трошин режиссёр и педагог в Мастерской Н. Л. Скорика.

## Роли в театре (МХТ имени А.П.Чехова)
- 1992 — «Горе от ума» А. Грибоедова. Художник Б. Мессерер — Чацкий
- 1996 — «Преступление и наказание» по роману Ф. М. Достоевского (реж. В. Н. Сергачёв) — Раскольников
- 1997 — «Три сестры» А. П. Чехова (реж. О. Н. Ефремов, художник В. Левенталь[3]) — Солёный
- 1999 — «Джульетта и её Ромео» Клима (реж. В. Берзин) — Парис
- 1999 — «И свет во тьме светит» Л. Н. Толстого (реж. В. Долгачёв) — Полковой священник
- 1999 — «Ундина» Ж. Жироду (реж. Н. Скорик, художник-постановщик М.Соколова) — Камергер
- 2000 — «Красивая жизнь» Ж. Ануя (реж. В. Ланской) — Второй солдат
- 2000 — «Венецианский антиквар» К. Гольдони (реж. Н. Шейко) — Арлекин
- 2001 — «Девушки битлов» С. Волынца (реж. А. Марин) — Маяковский
- 2002 — «Вечность и ещё один день» М. Павича (реж. В. Петров) — Лейтенант австрийской разведки и Первый каменотёс
- 2002 — «Сонечка» по повести Л. Улицкой (реж. М. Брусникина)
- 2002 — «Утиная охота» А. Вампилова (реж. А. Марин) — Кузаков
- 2002 — «Нули» П. Когоута (реж. Я. Буриан) — Сын
- 2002 — «Пролётный гусь» по рассказам В. Астафьева (реж. М. Брусникина)
- 2003 — «Учитель словесности» по Ф. Сологубу (реж. Н. Шейко) — Павлуша
- 2003 — «Осада» Е. Гришковца (реж. Е. Гришковец) — Второй воин
- 2004 — «Белое на чёрном» Р. Гальего (реж. М. Брусникина)
- 2004 — «Белая гвардия» М. Булгакова (реж. С. Женовач) — Тальберг
- 2006 — «Река с быстрым течением» В. Маканина (реж. М. Брусникина) — Игнатьев и Ткачёв
- 2008 — «Весенняя лихорадка» Ноэл Коуард (реж. А. Марин) — Ричард Гретхэм
- 2010 — «Новый американец» А. Марьямова по С. Довлатову (реж. П. Штейн) — Чмыхалов
- 2010 — «Дуэль» А. П. Чехова (реж. А. Яковлев) — дьякон Победов
- 2010 — «Женитьба» Н. Гоголя (реж. И. Золотовицкий) — Анучкин
- 2011 — «Шинель» Н. Гоголя (реж. А. Коваленко) — Чиновник
- 2011 — «Мастер и Маргарита» М. Булгакова (реж. Я. Сас) — Никанор Босой
- 2011 — «Письмовник» М. Шишкина (реж. М. Брусникина) — Весть и Вестник
- 2011 — «Белоснежка и семь гномов» Л. Устиновой и О. Табакова (реж. М. Миронов) — Исполнитель королевских желаний
- 2011 — «Лунное чудовище» Р. Калиноски (реж. А. Григорян) — Господин
- 2013 — «Начнём всё сначала» Э. Бейкер (реж. А. Джурджиа) — Шульц
- 2014 — «Деревня дураков» Н. Ключарёвой (реж. М. Брусникина) — Гаврилов и Дитрих

## Награды и премии
- 12 июня 2004 — лауреат Государственной премии РФ за роль в спектакле «Пролётный гусь» МХТ им. Чехова[4]
- 24 марта 2006 — почётное звание Заслуженный артист России — за заслуги в области искусства[5]
- 2010 — Лауреат VIII Международного театрального форума «Золотой Витязь» серебряный диплом «За лучшую мужскую роль» за роль дьякона Победова в спектакле «Дуэль» МХТ им. Чехова[6]
- 1 марта 2024 — Медаль «За труды в культуре и искусстве» — за вклад в развитие культуры и искусства, многолетнюю плодотворную деятельность[7]

## Фильмография
- 2019 — Галка и Гамаюн — Андрей Силкин
- 2018 — Рука — Игорь Марченко
- 2016 — Останьтесь — Арсен Аракелян
- 2015 — Семь других меня — Мария Барсукова
- 2015 — Город — Артур Андреевич Яцевич, главврач
- 2014 — Чужая милая — Дмитрий Фикс
- 2014 — На одном дыхании — Марк Волошин
- 2013 — Чудотворец — Олег Смолов
- 2012 — Отдам жену в хорошие руки — Валерий
- 2011 — Сделано в СССР — Юрий Витальевич врач
- 2011 — Закон и порядок. Отдел оперативных расследований-4 — Пётр Евдокимов, следователь
- 2010 — Доктор Тырса (23 серия) — Вова Шкаловой, комментатор игры в бильярд
- 2010 — Неудачников.net — Будкевич
- 2008 — Универ — Борис Аристархович
- 2008 — Я вернусь — следователь
- 2008 — Закон и порядок: Отдел оперативных расследований−3 (серии 1-21) — Пётр Евдокимов
- 2007—2008 — Закон и порядок: Отдел оперативных расследований−2 (серии 1-21) — Пётр Евдокимов
- 2007 — Ликвидация (серии 1-3) — Родя
- 2007 — Закон и порядок: Отдел оперативных расследований−1 (серии 1-9) — Пётр Евдокимов, следователь
- 2006 — Охота на гения — Валера
- 2005—2006 — Люба, дети и завод… — Вадим
- 2005 — Белая гвардия — Тальберг Владимир Робертович
- 2004 — МУР есть МУР (третий сезон) — Сергей Всеволодович Ларионов
- 2004 — Долгое прощание — актёр
- 2003 — Стилет-2 — Джон
- 2003 — Тёмная лошадка (серия «Сюрприз»)
- 2003 — Сыщики-2 (серия «Ерш») — сосед-алкаш
- 2003 — Жара (Фильм 3)
- 2003 — Кобра (серия «Антитеррор») — Киреев
- 2003 — Обратный отсчёт (серия 4)
- 2002 — Антикиллер — торговец оружием
- 2002 — Бригада — Виктор Тихонович Никитин, участковый, лейтенант милиции (2—4, 13, 15 серии)
- 2001 — Апрель
- 2001 — Дальнобойщики (13-я серия «Школа демократии») — Жека
- 2002 — Марш Турецкого (3 сезон) — Ключевский
- 2002 — Пуля для полпреда (фильм 5)
- 2001 — Семейные тайны — эпизод
- 2001 — Конференция маньяков — эпизод
- 2001 — 101-й километр — следователь
- 2000 — ДМБ — кришнаит
- 1996 — Кафе «Клубничка»
- — Тысячный посетитель (46 серия) — первый посетитель
- — Круглосуточное обслуживание (105 серия) — посетитель
- 1990 — Сто дней до приказа — Кудрин
- 1989 — Стеклянный лабиринт
- 1989 — Делай — раз! — рядовой
- 1989 — Имя — младший лейтенант
- 1987 — Пощёчина, которой не было
- 1987 — Визит к Минотавру — парень, задержанный на дискотеке